# Giorgio Doria Pamphili
Giorgio Doria Pamphili (ur. 17 listopada 1772 w Rzymie, zm. 16 listopada 1837 tamże) – włoski kardynał.

## Życiorys
Urodził się 17 listopada 1772 roku w Rzymie, jako syn Andrei IV Doria Pamphilj Landi i Leopoldy di Savoia-Carignano. 31 maja 1804 roku przyjął święcenia kapłańskie, a cztery lata później został prefektem Pałacu Apostolskiego. 8 marca 1816 roku został kreowany kardynałem in pectore. Jego nominacja na kardynała prezbitera została ogłoszona na konsystorzu 22 lipca, a następnie nadano mu kościół tytularny Santa Maria in Via. W latach 1821–1826 pełnił funkcję prefektem Kongregacji ds. Odpustów i Świętych Relikwii. Zmarł 16 listopada 1837 roku w Rzymie, z powodu apopleksji.